# Дорст
Дорст (нід. Dorst) — село в нідерландській провінції Північний Брабант. Входить до муніципалітету Остергаут.
Його площа становить 17,68 км², а населення станом на 2021 рік складало 3 310 осіб.

## Галерея

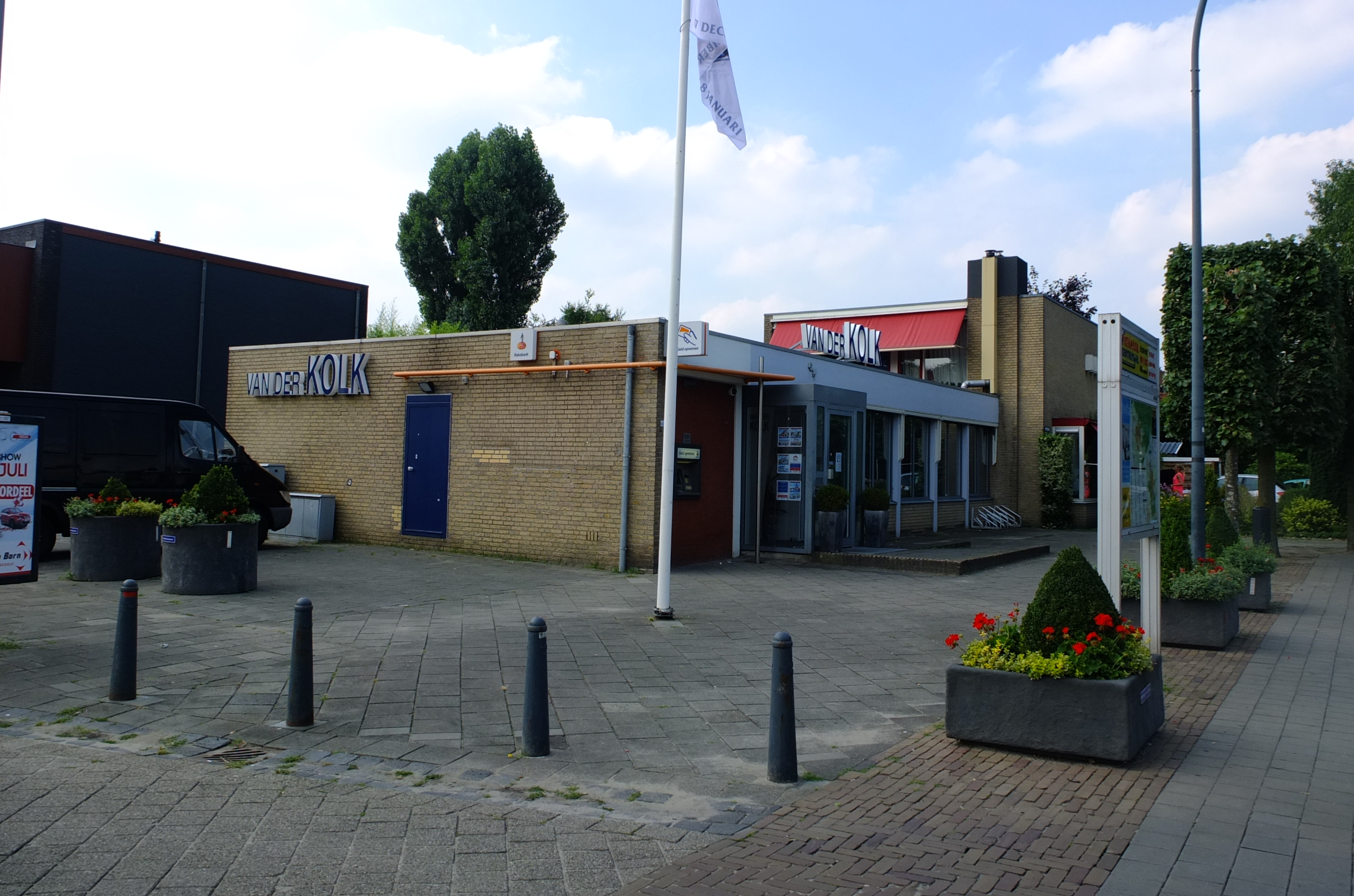
Агенція з нерухомості в Дорсті
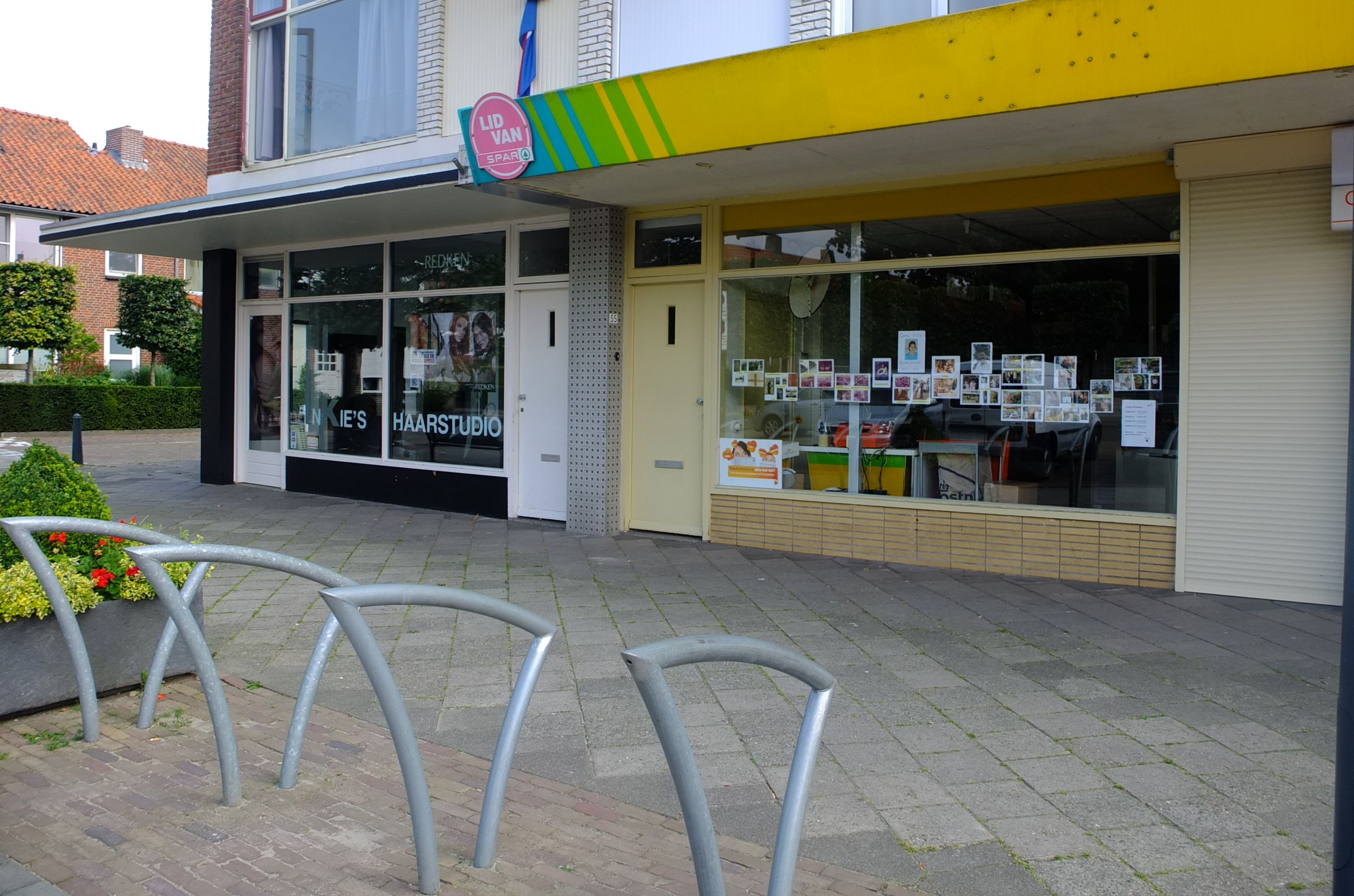
Супермаркет
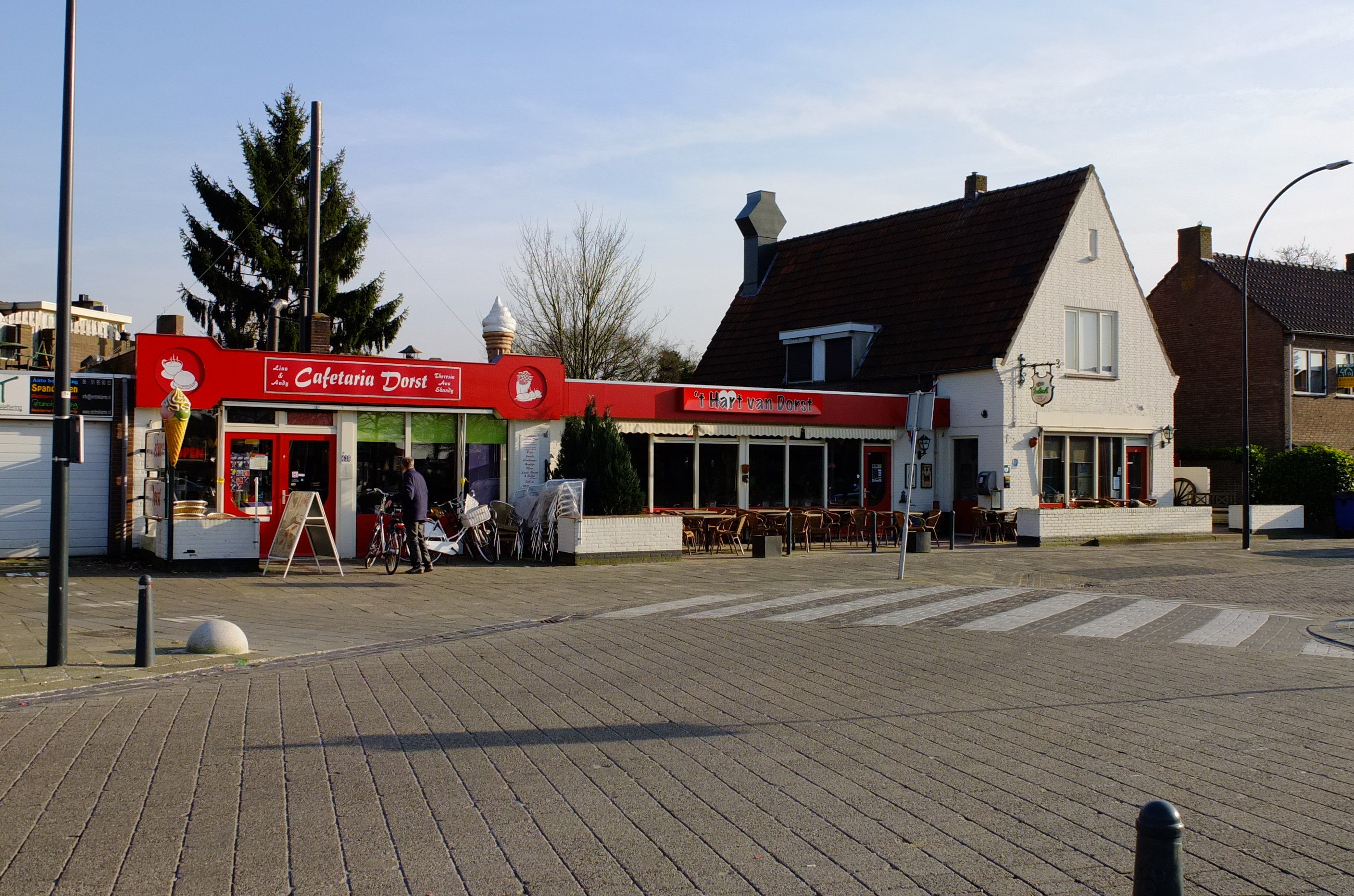
Закусочна в селі
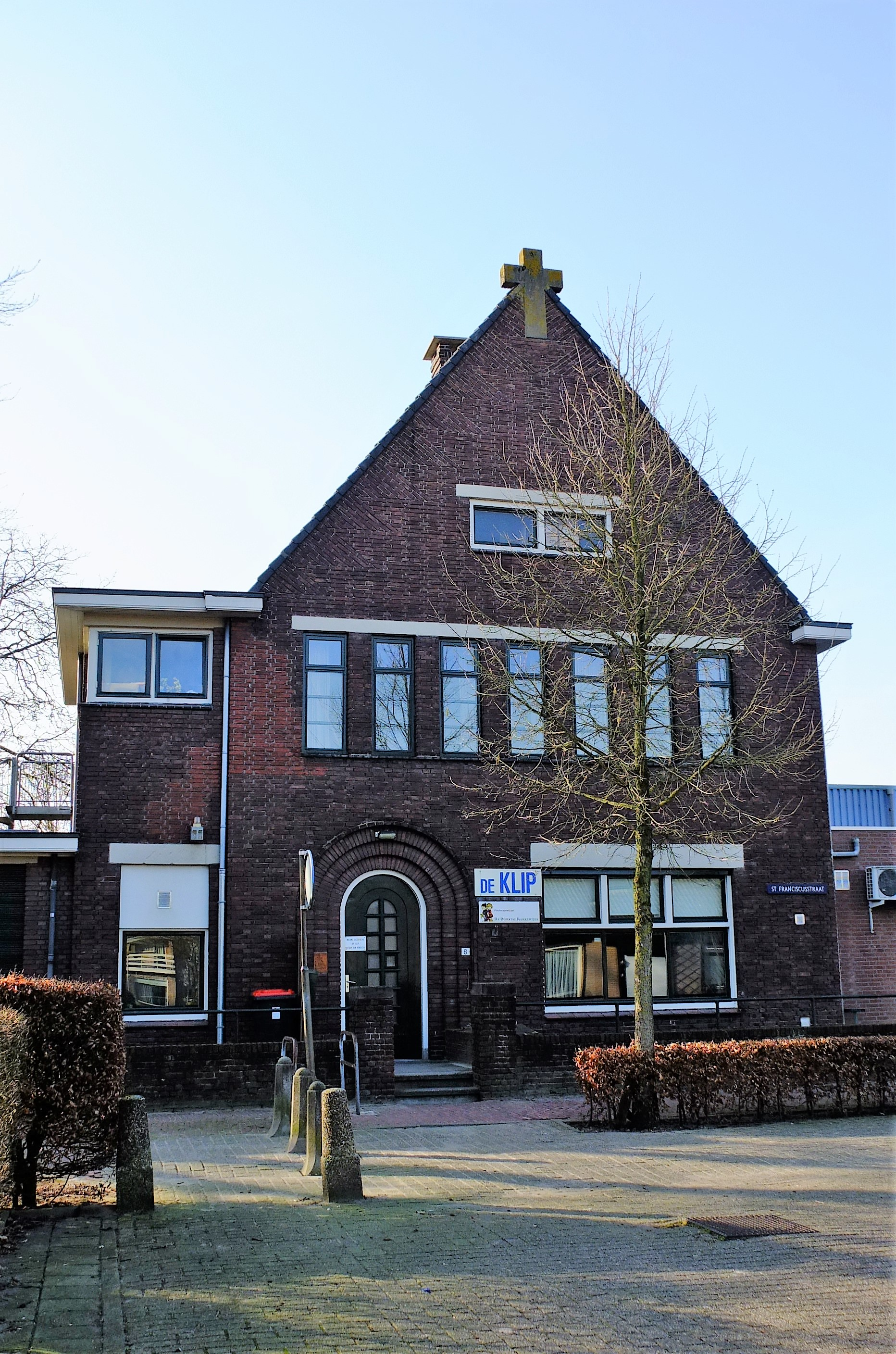
Культурний центр De Klip